# Litsea neohebridensis
Litsea neohebridensis är en lagerväxtart som beskrevs av Kostermans. Litsea neohebridensis ingår i släktet Litsea och familjen lagerväxter. Inga underarter finns listade i Catalogue of Life.